# سيدني كينغ
سيدني كينغ (1885 في المملكة المتحدة - 1972) (بالإنجليزية: Sidney King)‏ هو لاعب كريكت بريطاني (وحمل سابقاً جنسية المملكة المتحدة لبريطانيا العظمى وأيرلندا). لعب مع نادي مقاطعة نورثامبتونشير للكريكت ‏.

## وصلات خارجية
- سيدني كينغ على موقع إي آس بي آن كريك إنفو (الإنجليزية)